# Нануя Леву
Нануя Леву (Nanuya Levu) — острів в складі островів Ясава (входять до складу архіпелагу Фіджі, Фіджі). Є приватним володінням.
На острові Нануя Леву відбувались зйомки фільму «Блакитна лагуна».
У 2017 році острів на 99 років орендувала росіянка, мешканка Пермі Віола Новосьолова, вона планує побудувати на острові готель.